# Момбаруцо
Момбаруцо (итал. Mombaruzzo) је насеље у Италији у округу Асти, региону Пијемонт.
Према процени из 2011. у насељу је живело 522 становника. Насеље се налази на надморској висини од 286 м.

## Становништво
Према резултатима пописа становништва 2011. у општини је живело 1.153 становника.
| 1936. | 1951. | 1961. | 1971. | 1981. | 1991. | 2001. | 2011. |
| ----- | ----- | ----- | ----- | ----- | ----- | ----- | ----- |
| 2.766 | 2.448 | 2.007 | 1.703 | 1.410 | 1.220 | 1.163 | 1.153 |